# Basílica del Pilar

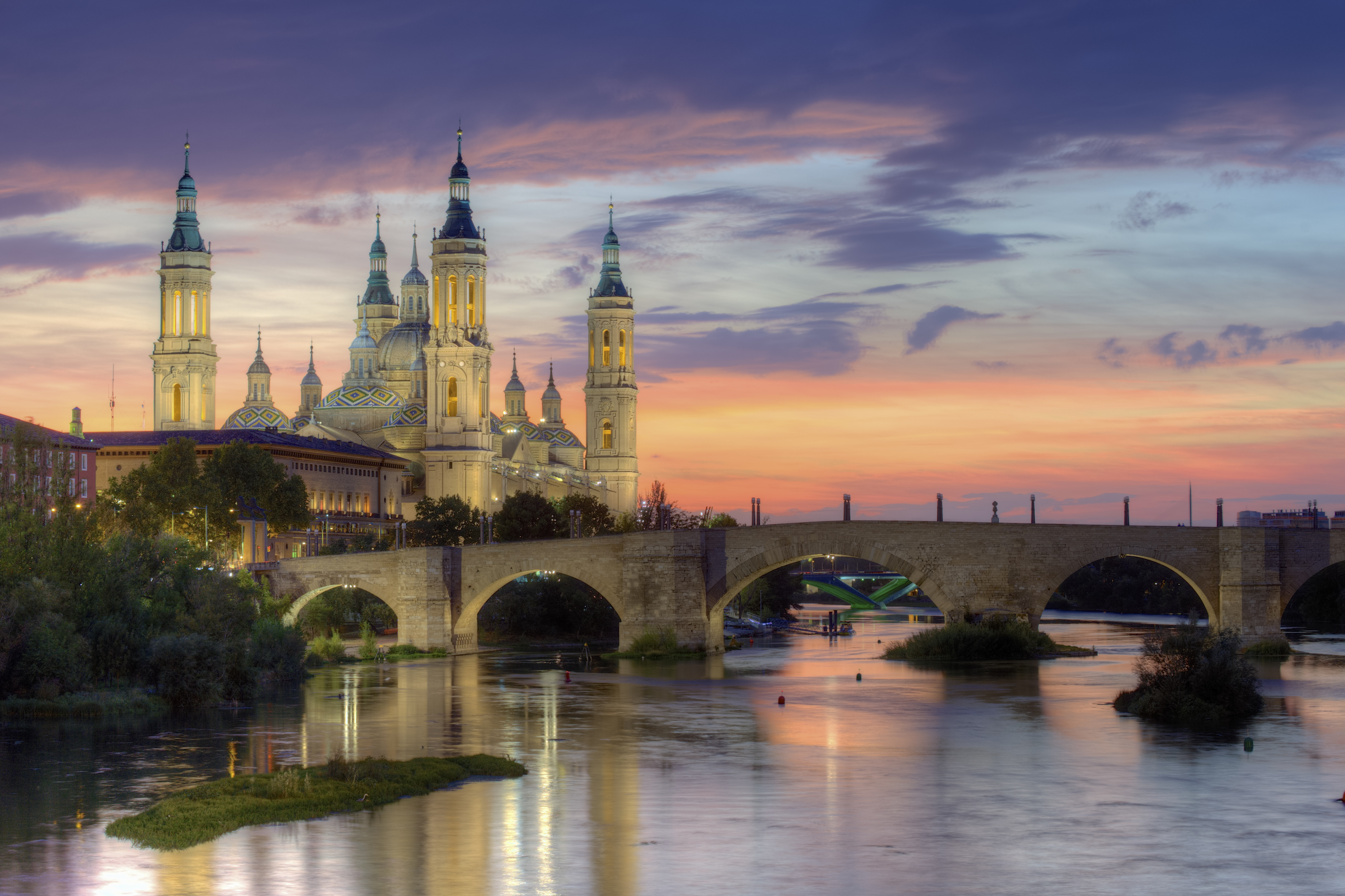
Die Basílica del Pilar hinter der Steinbrücke Puente de Piedra über den Ebro

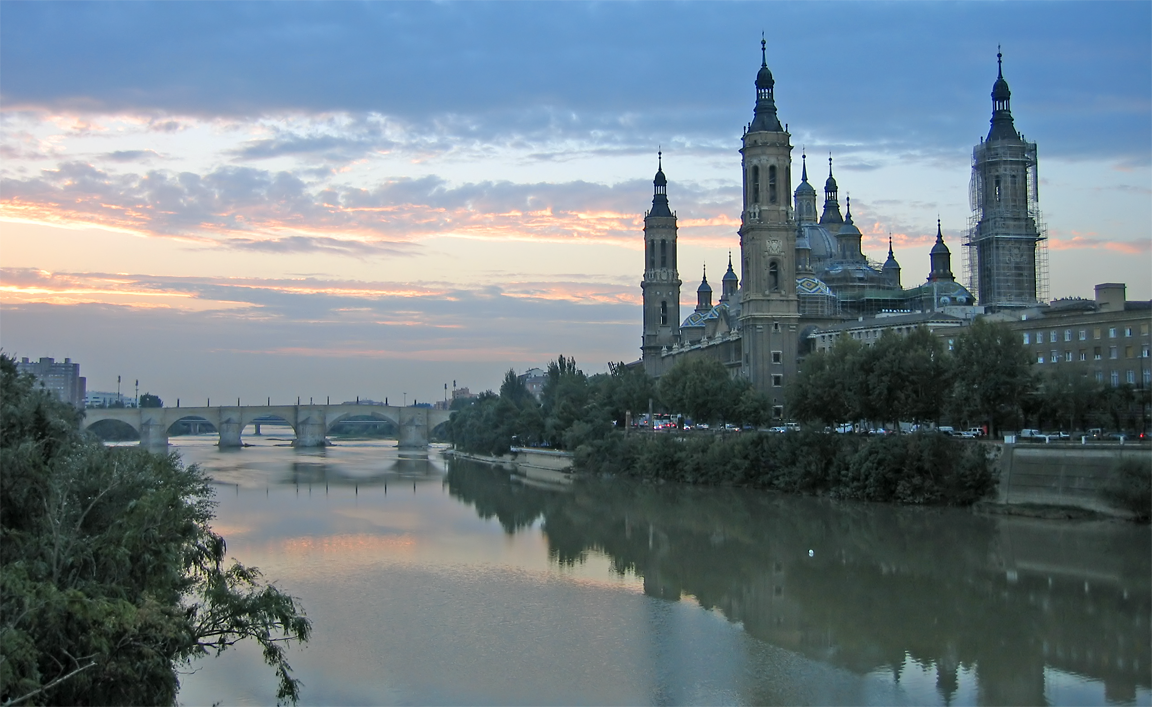
Basilika El Pilar am Ebro

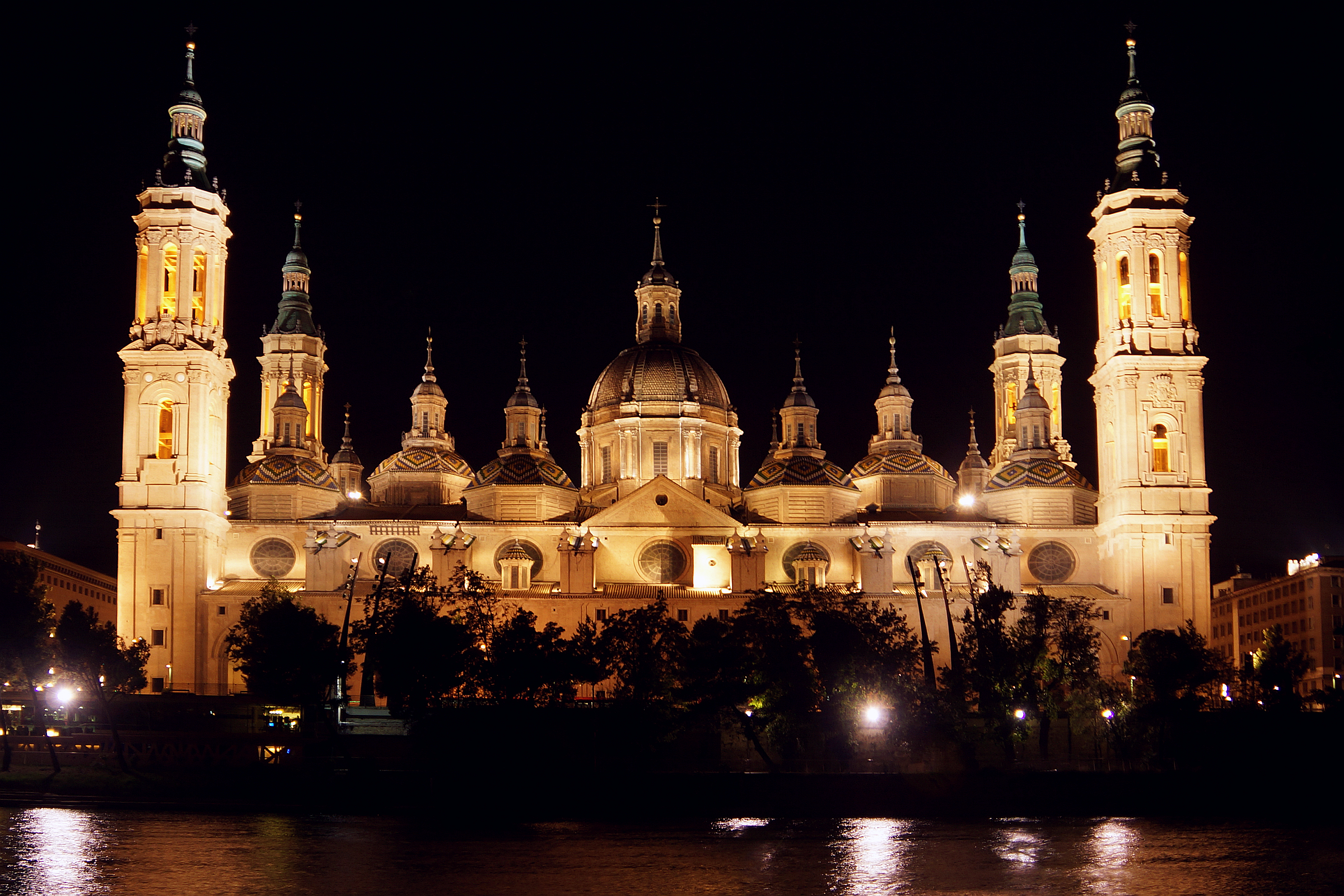
Nachtaufnahme von Wolfgang Pehlemann

Die Basílica del Pilar (vollständiger Name Catedral-basílica de Nuestra Señora del Pilar de Zaragoza / „Kathedralbasilika Unserer Lieben Frau auf dem Pfeiler zu Saragossa“, deutsch meist kurz Basilika El Pilar) ist eine römisch-katholische Kirche in Saragossa, Aragonien, Spanien. Sie ist die größte und eine der wichtigsten Barockkirchen Spaniens und die Konkathedrale des Erzbistums Saragossa. Ihr Patrozinium geht auf eine Überlieferung zurück, nach der die Jungfrau Maria, die Mutter Jesu, am 2. Januar des Jahres 40 n. Chr. dem Apostel Jakobus dem Älteren auf einer Säule oder einem Pfeiler (span. pilar) erschienen sei. Auf diesem Pfeiler befindet sich das Gnadenbild Unserer Lieben Frau auf dem Pfeiler. Die Jungfrau Maria ist Schutzheilige der „Hispanidad“, das Fest Unserer Lieben Frau auf dem Pfeiler am 12. Oktober ist gleichzeitig der Nationalfeiertag in Spanien.

## Geschichte

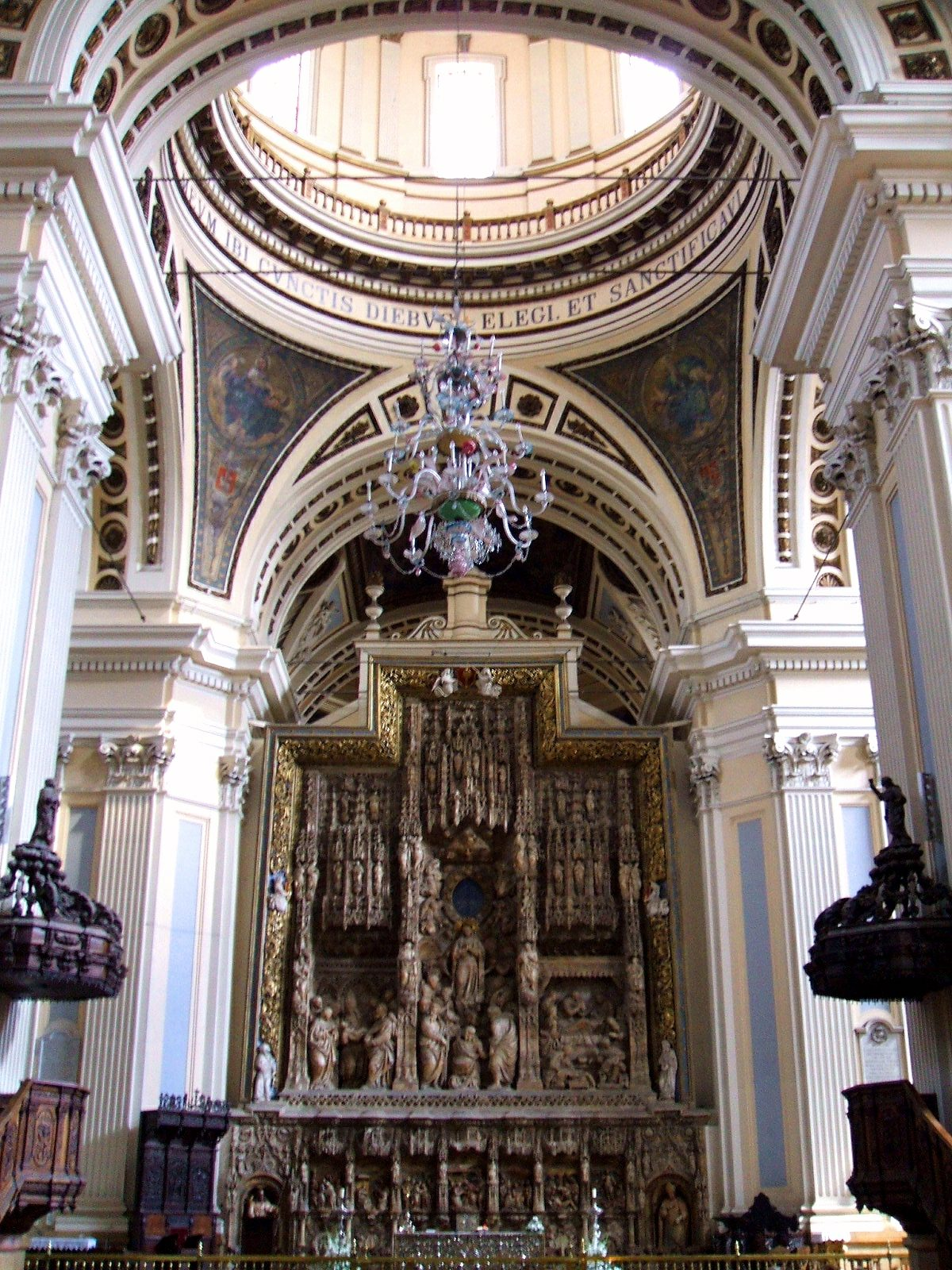
Blick auf den Hauptaltar

Um die Säule herum sind nacheinander zahlreiche Kirchen errichtet worden. Die erste war eine kleine Kapelle zur Verwahrung des Pfeilers. Nach der Reconquista Saragossas unter König Alfons I. im Jahr 1118 wurde eine romanische Kirche errichtet, die 1434 durch einen Brand beschädigt wurde. Die Kirche wurde im gotischen Stil mit Mudéjar-Elementen wieder aufgebaut. Der heutige barocke Bau geht auf von 1681 bis 1754 ausgeführte Erweiterungs- und Umbauten nach Plänen des Architekten Francisco Herrera Hidestrosa zurück, der von einer Kommission unter dem Vorsitz von Juan de Austria eingesetzt wurde. Das Gebäude hat in seiner heutigen Form eine Länge von 130 m, ist 67 m breit und hat elf Kuppeln. Neben mehreren Bischöfen ruht in der Kirche auch General José de Palafox y Melci, der Verteidiger Saragossas während der Napoleonischen Kriege.

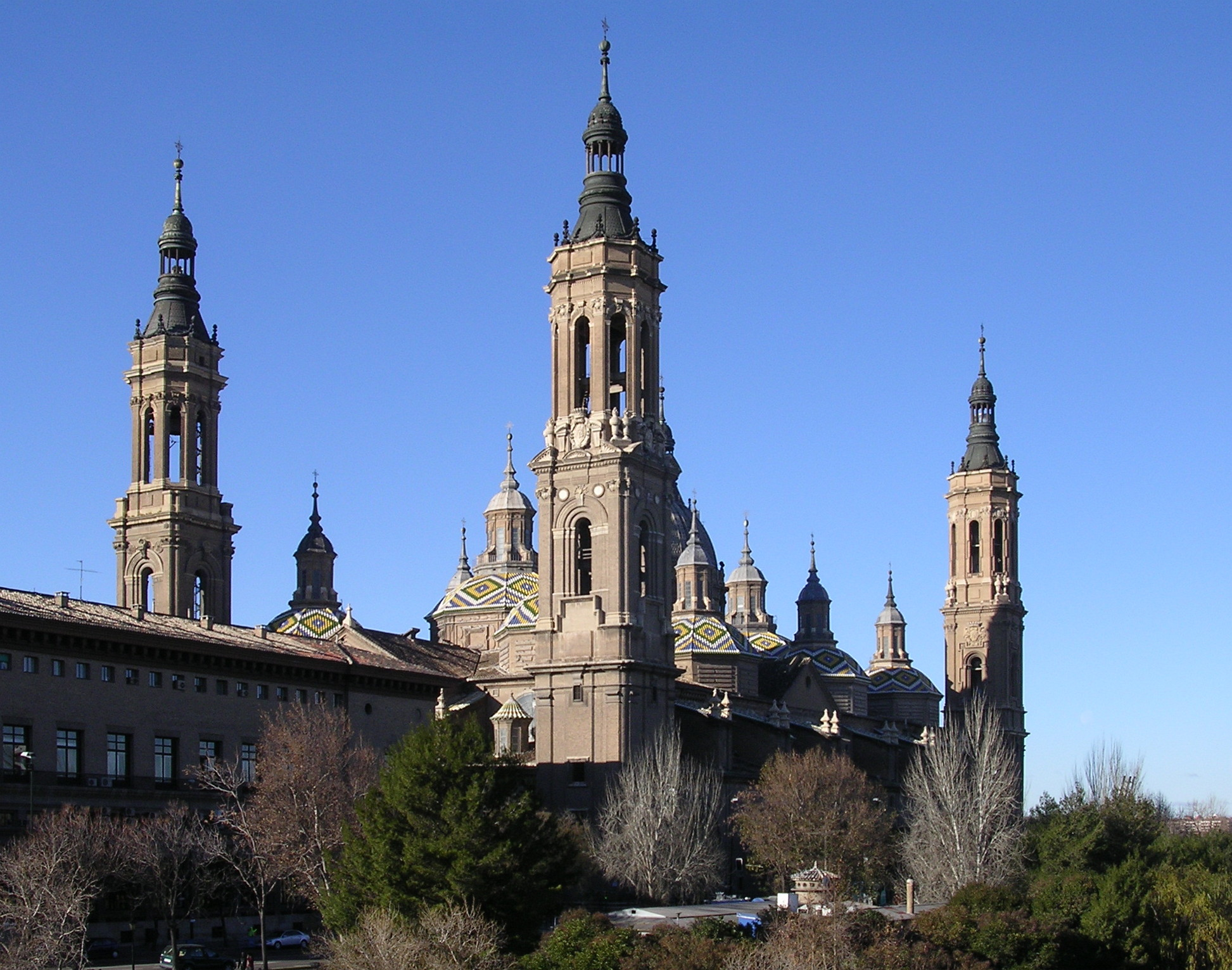
Detailansicht der Kirche
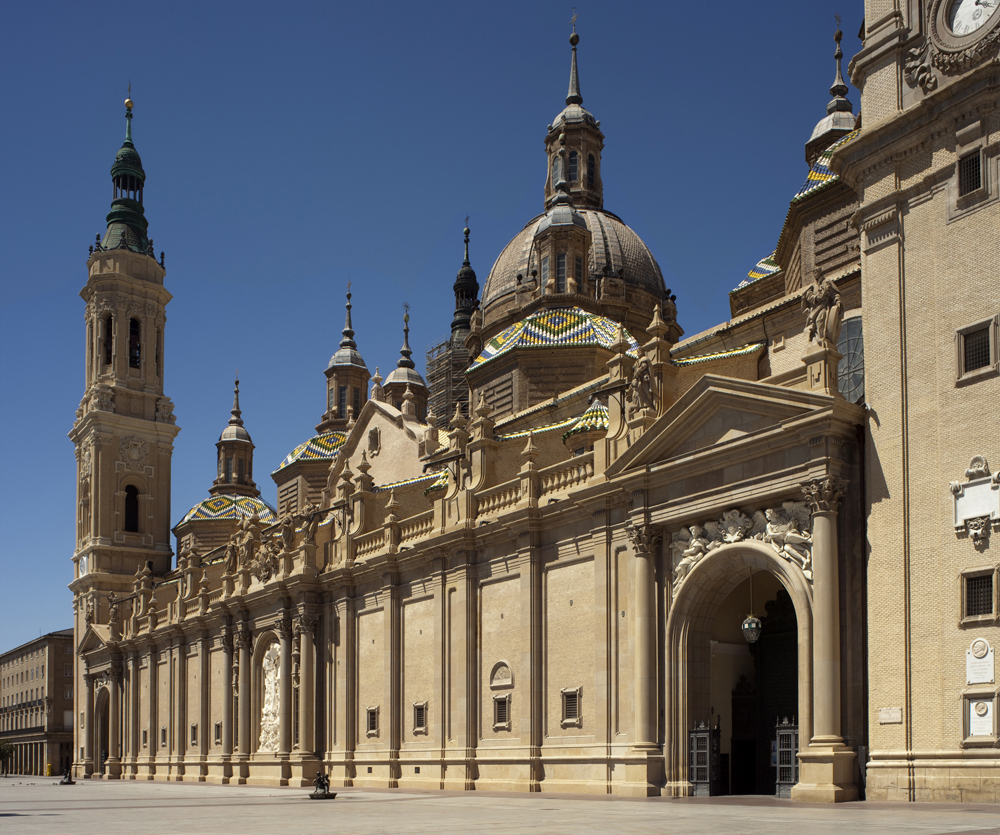
Seiteneingang
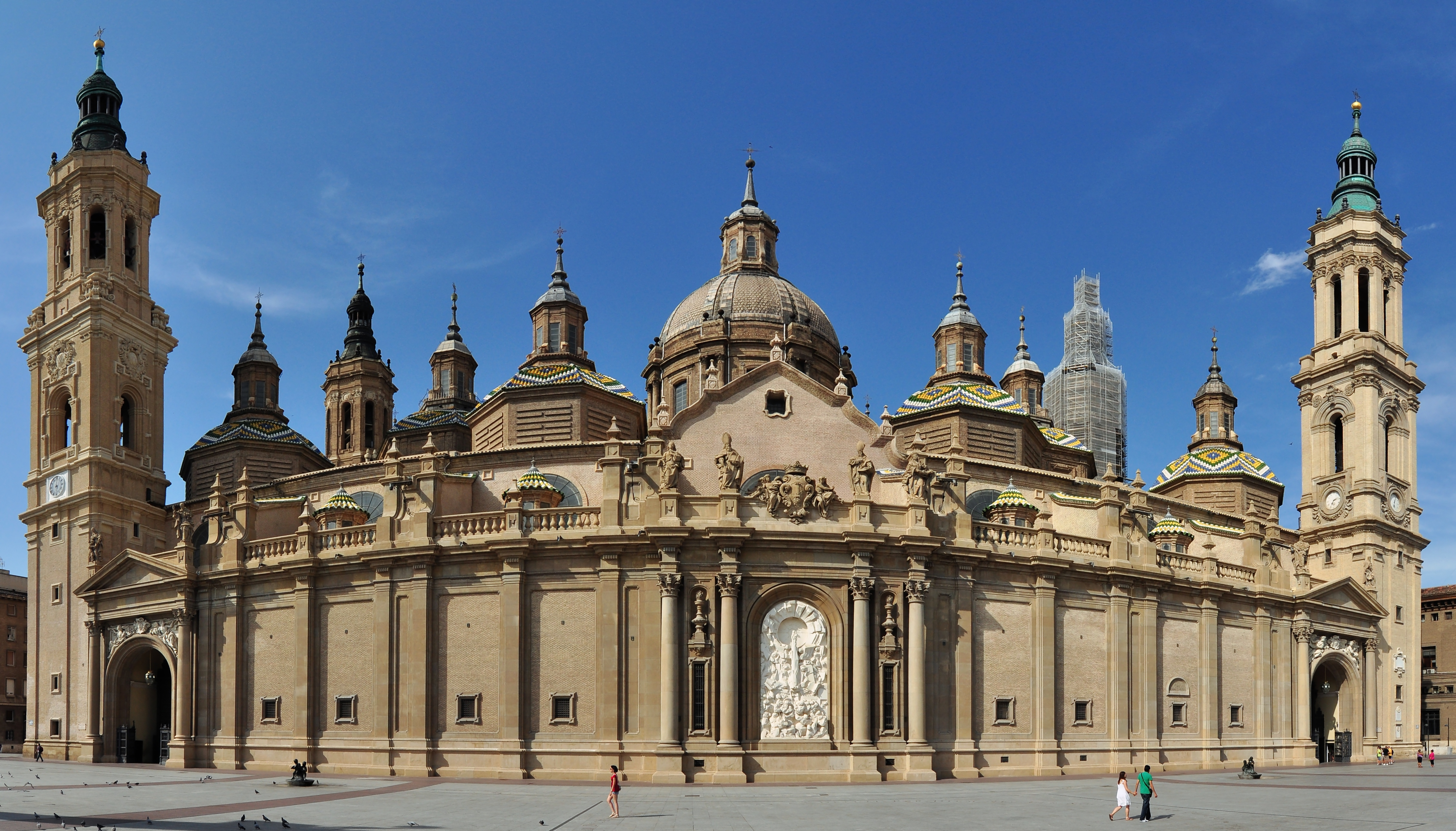
Außenansicht
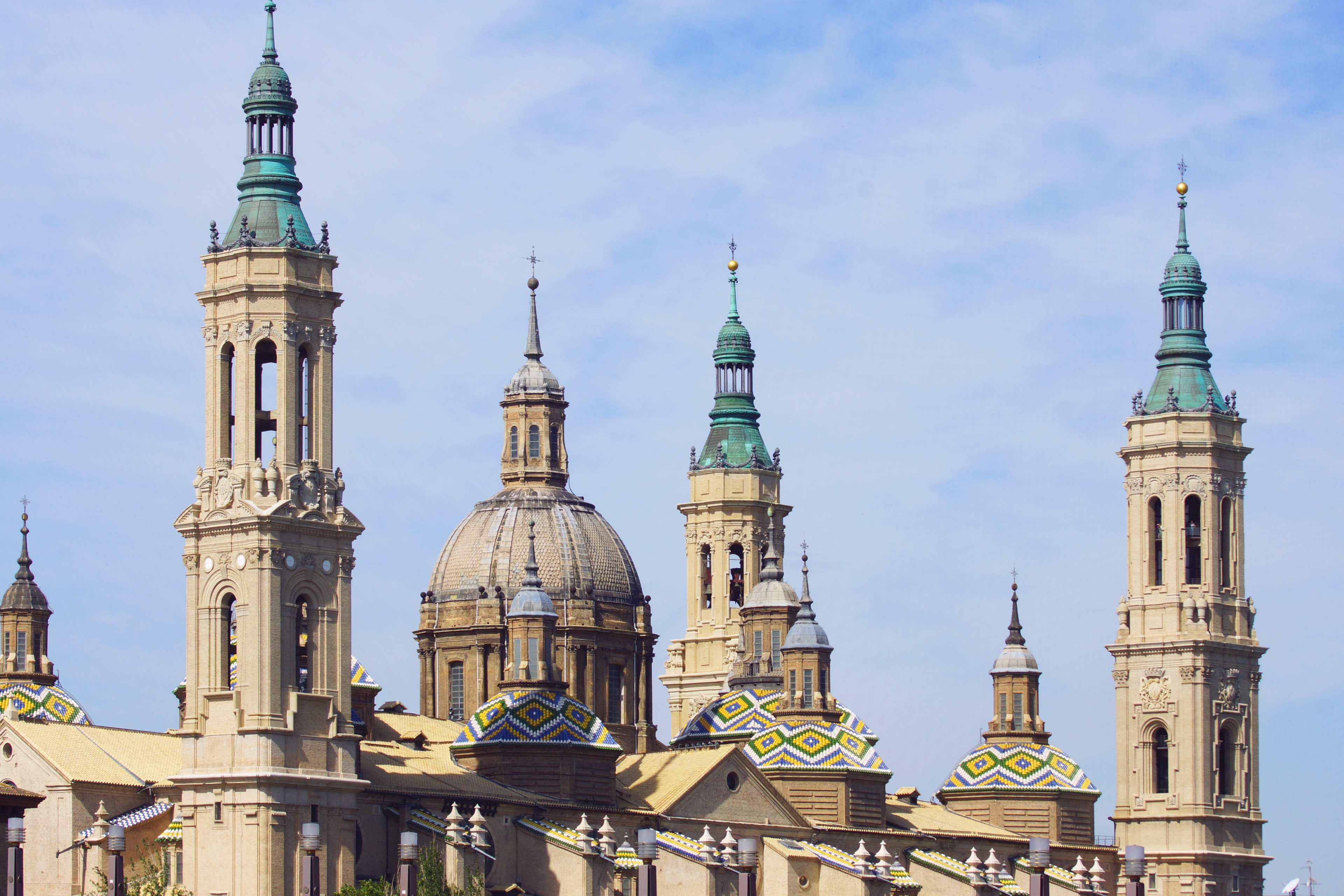
Türme, Kuppeln, Dächer: Details der Basilika

## Ausstattung
Das rechteckige Gebäude mit vier Ecktürmen wirkt von außen symmetrisch, der Innenraum ist in ein Hauptschiff mit drei Kuppeln und zwei Seitenschiffe mit jeweils vier Kuppeln gegliedert. Eine klare Orientierung in der Längsrichtung ergibt sich erst durch die Santa Capilla und den aus dem Vorgängerbau übernommenem Hauptaltar und Chor.

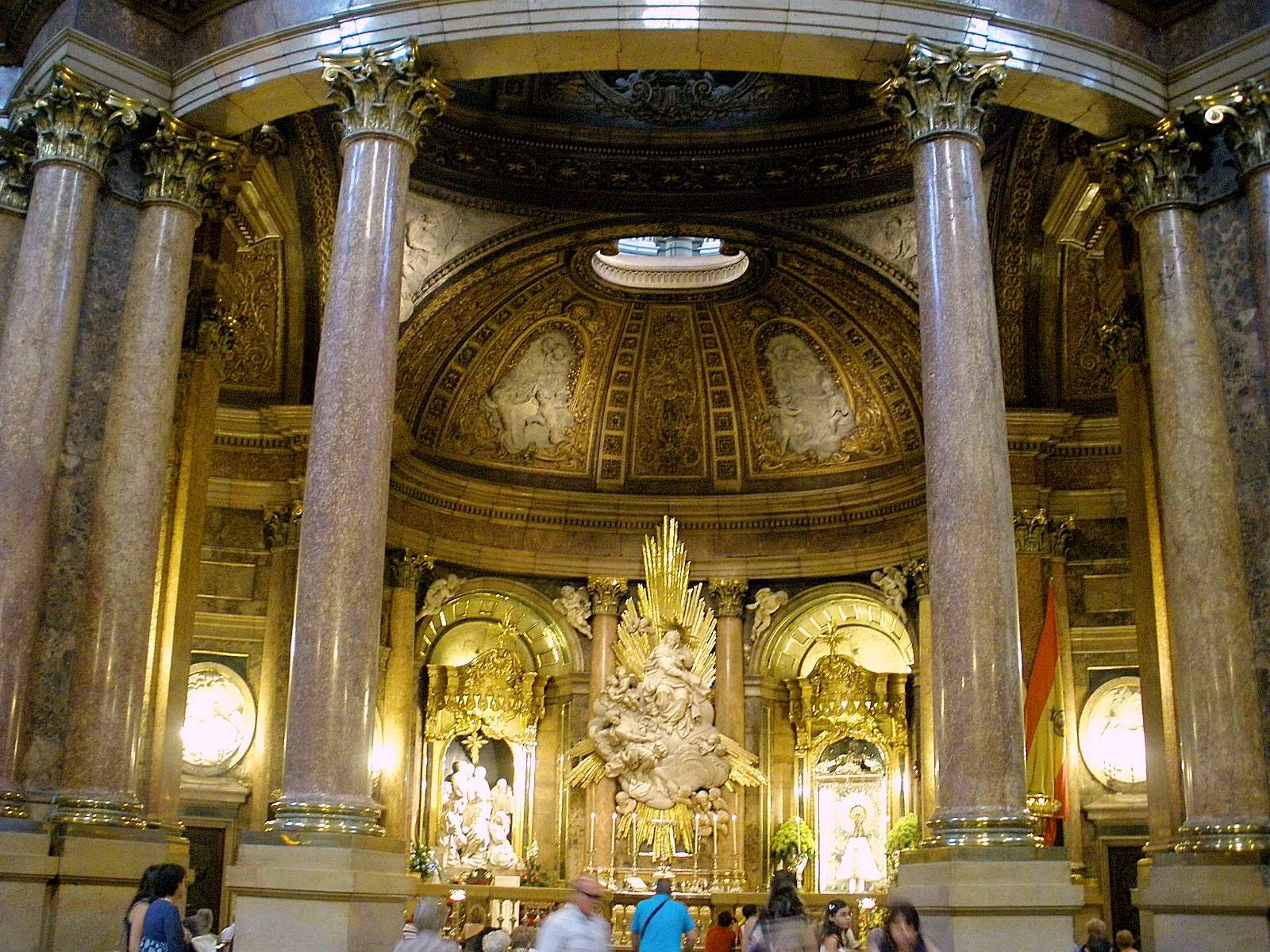
Altar in der Santa Capilla, rechts der Mitte das Gnadenbild

Die Santa Capilla bildet einen halboffenen Raum innerhalb des östlichen Teils der Basilika, der 1725 von Ventura Rodríguez in den entstehenden Neubau eingefügt wurde. Er wählte dazu eine ovale Kuppelform, die nach oben durchbrochen ist und von seitlichen Halbkuppeln ergänzt wird. Da die Konstruktion durch vier Hauptpfeiler der Basilika gestützt wird, sind die Wände durch Säulen ersetzt, und der Zugang ist von drei Seiten möglich, der Altar bildet die Wand in Richtung des Inneren der Kirche. In seiner Mitte stellt eine Skulptur aus weißem Marmor und vergoldeter Bronze die Ankunft der Jungfrau Maria dar. Links daneben befindet sich eine Gruppe von sieben Personen, die nach der Legende von Jakobus dem Älteren bekehrt worden waren, bevor Maria zu seiner Unterstützung auf einer Säule erschien. Diese Säule befindet sich auf der rechten Seite der Kapelle, ist aber auch von der Rückseite der Kapelle für die Gläubigen zugänglich. Darauf steht eine kleine Marienstatuette aus vergoldetem Holz, die mit reichem Schmuck umgeben ist.
Das Retabel des Hauptaltars kombiniert gotische Grundstruktur und Formelemente im oberen Bereich mit Skulpturen im Stil der Renaissance im mittleren und unteren Bereich. Nachdem zunächst Miguel Gilbert 1454 mit der Gestaltung beauftragt worden war, aber schon im folgenden Jahr verstarb, übernahm 1509 Damián Froment den Auftrag. Im Zentrum steht Mariä Himmelfahrt, links sieht man eine Darstellung von Jesus im Tempel und rechts die Geburt der Jungfrau. Darunter befindet sich eine Reihe von sieben Holzpaneelen, die noch Reste der ursprünglich farbigen Bemalung aufweisen. Das gegenüberliegende Chorgestühl aus Eichenholz wurde von 1544 bis 1548 im plateresken Stil gestaltet. In der oberen Reihe der insgesamt 124 Sitze sind Szenen aus dem Alten und Neuen Testament zu sehen. Ein Bronzegitter von Tomas Selma aus dem Jahre 1574 trennt das Chorgestühl vom Hauptschiff.
Ein Element des Deckengewölbes im östlichen Teil des Hauptschiffs gegenüber der Santa Capilla wurde  1772 von Francisco de Goya mit dem Fresko Die Verehrung des Namens Gottes ausgestaltet. Es handelt sich um den ersten Auftrag Goyas in Saragossa nach seiner Rückkehr aus Italien. 1782 dekorierte er eine der Kuppeln des nördlichen Seitenschiffs mit einem weiteren Fresko (Regina Martyrum). Zwei Skizzen zu dem Werk sind in einer Vitrine ausgestellt.

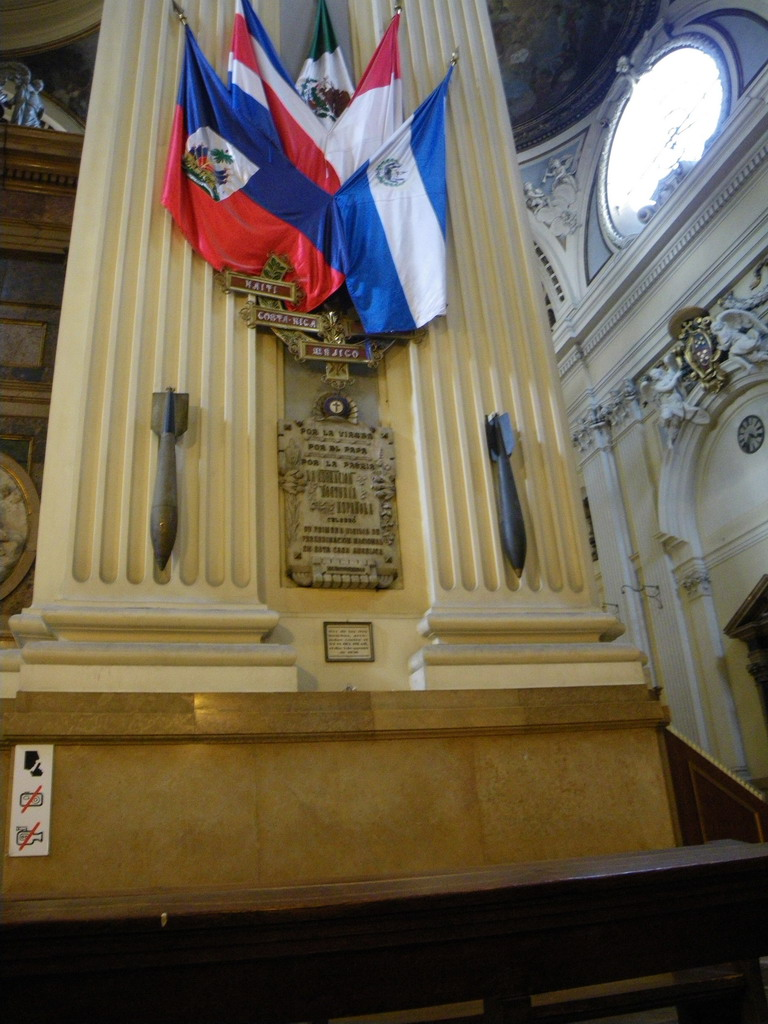
Ausgestellte Blindgänger in der Basílica del Pilar

Eine Merkwürdigkeit innerhalb der Basílica del Pilar stellen zwei Fliegerbomben dar, die in der Nähe der Santa Capilla ausgestellt sind. Im Spanischen Bürgerkrieg, am frühen Morgen des 3. August 1936, bombardierte ein republikanisches Flugzeug die Basílika. Es warf drei Bomben ab, von denen aber keine explodierte. Eine Bombe schlug ein paar Meter vor der Basilika ein, eine andere durchschlug das Dach, und die letzte schlug in der Nähe des Wandgemäldes von Francisco de Goya ein. Die Gläubigen schrieben dem Schutz der Jungfrau Maria zu, dass die Bomben nicht explodierten.
Am 2. Oktober 2013 wurden bei der Detonation eines Sprengsatzes mehrere Kunstwerke in der Kirche leicht beschädigt.

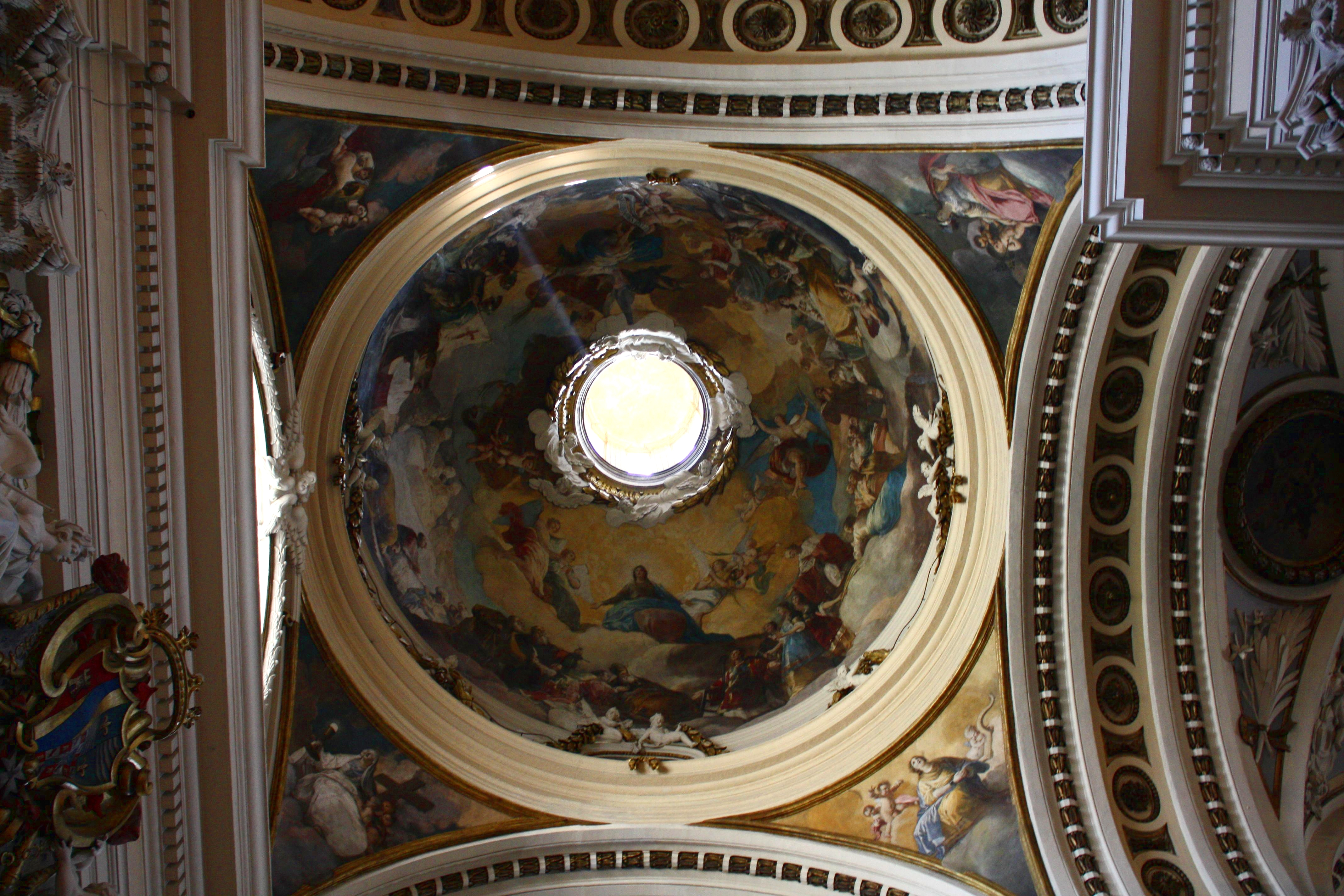
Kuppel mit Deckenfresko von Goya
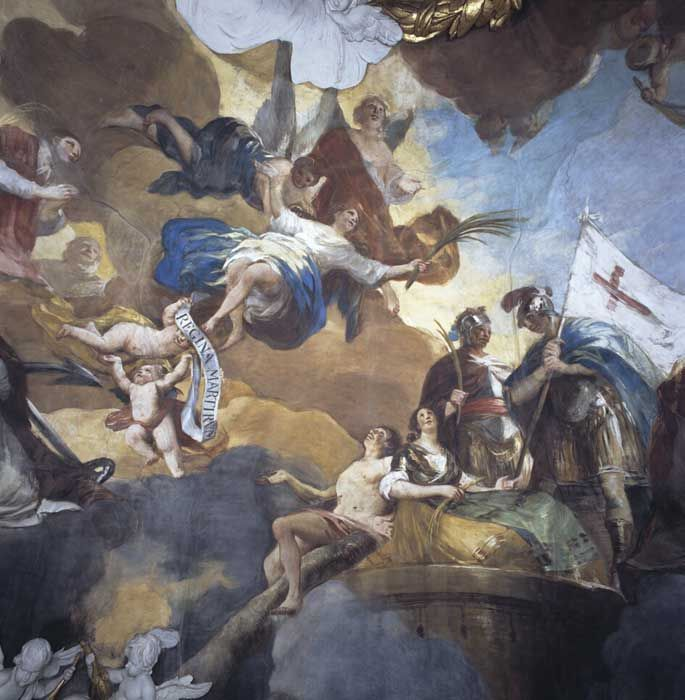
Maria Regina Martyrum (Maria, Königin der Märtyrer), Detail eines Werks von Goya in der Kuppel
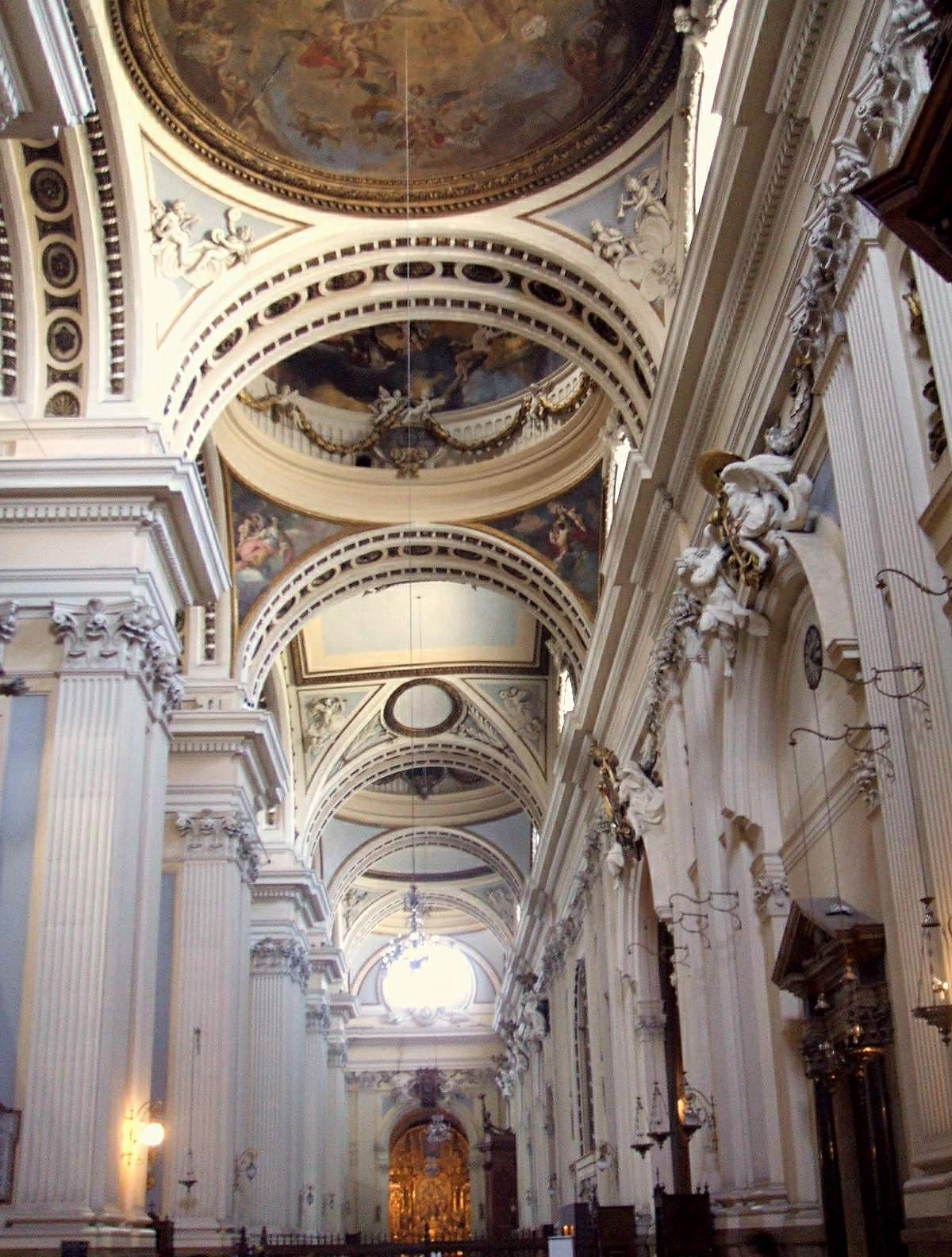
Blick durch das Kirchenschiff
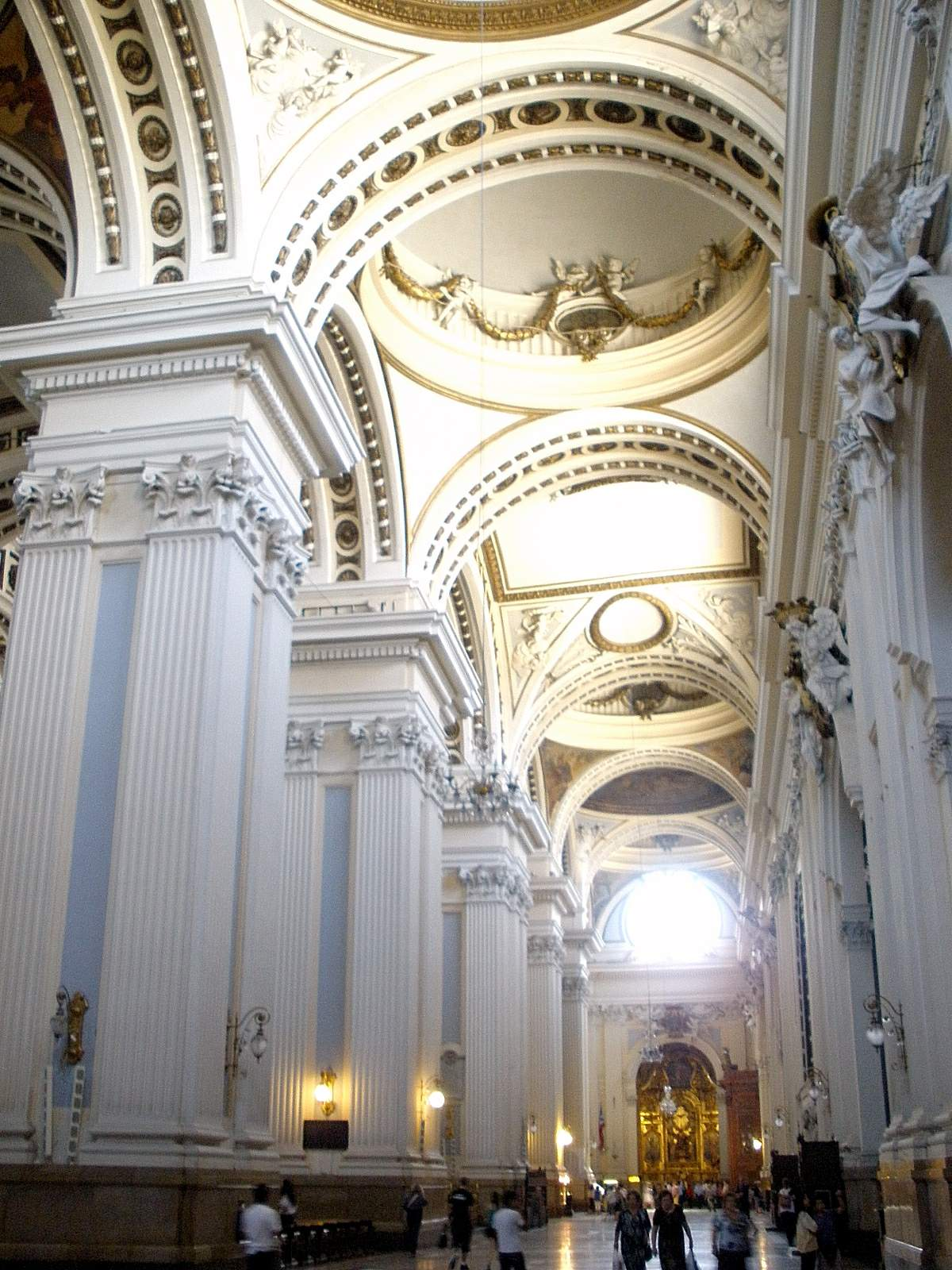
Blick durch den Kathedralraum
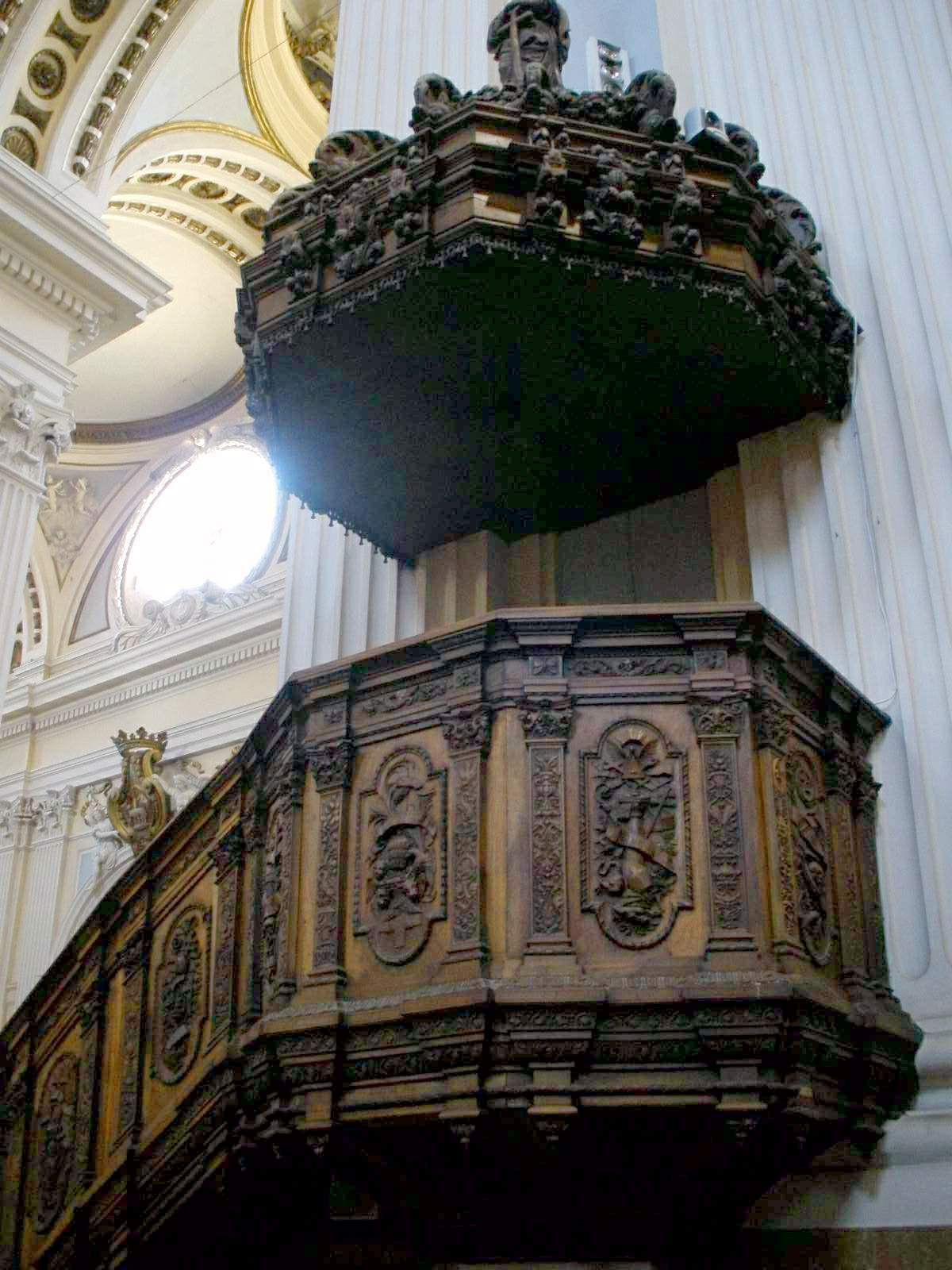
Kanzel
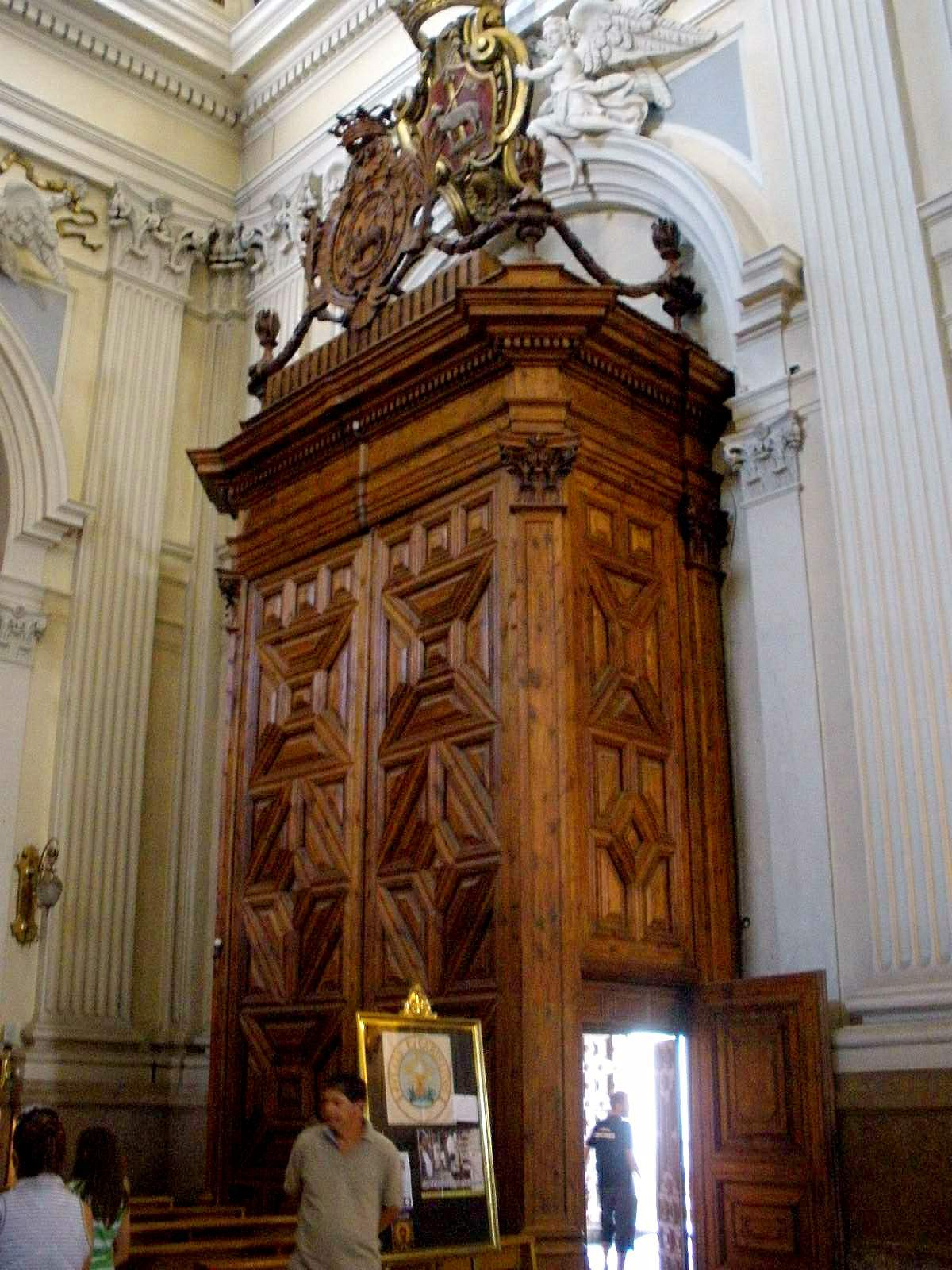
Seiteneingang

## Orgel

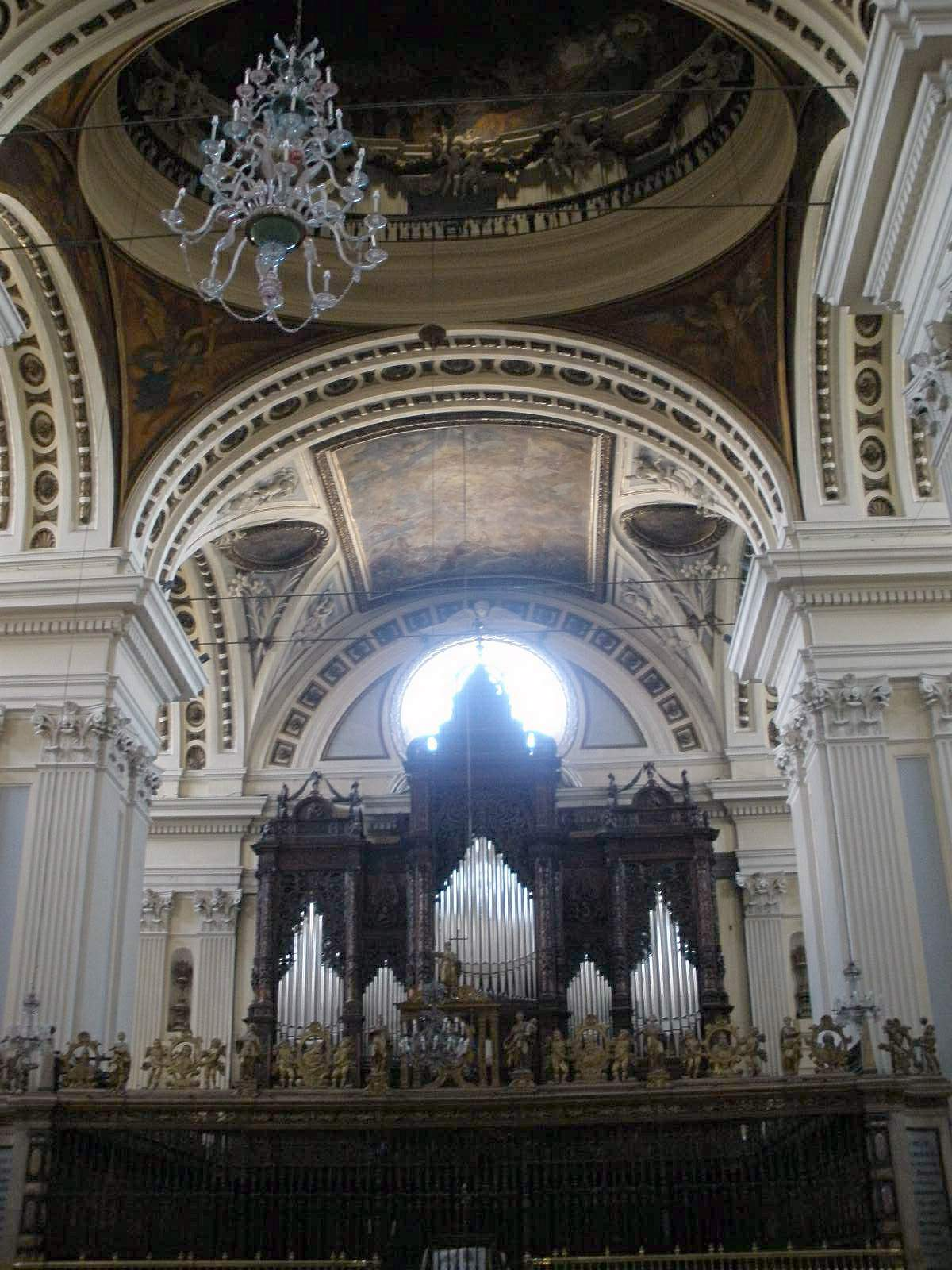
Blick auf die Orgel

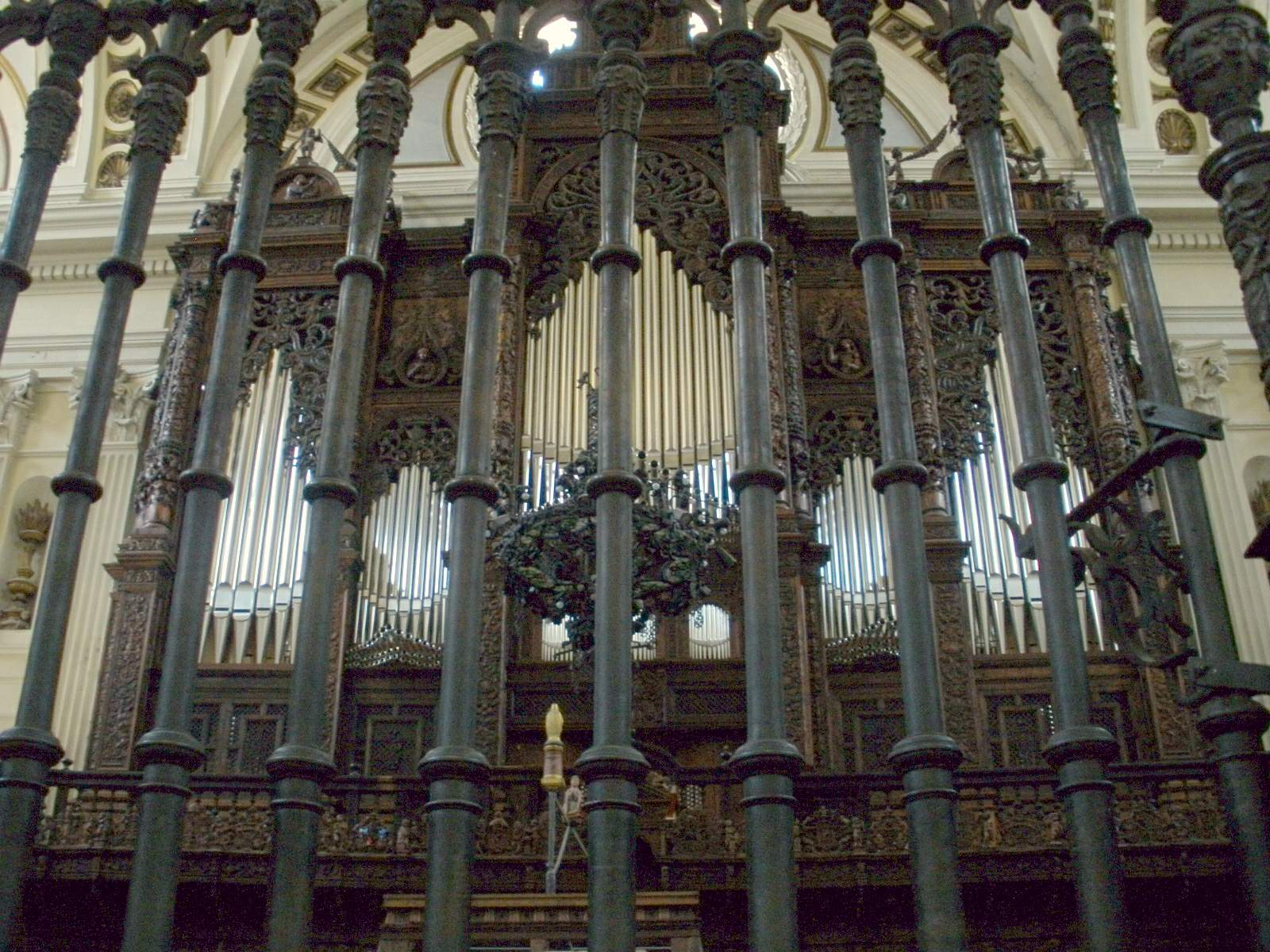
Blick auf den historischen Orgelprospekt

Die Orgel wurde im Jahre 2007 von der deutschen Orgelbaufirma Klais in dem vorhandenen historischen Orgelgehäuse erbaut. Das Instrument hat 71 Register auf vier Manualen und Pedal. Die Spieltrakturen sind mechanisch, die Registertrakturen sind elektrisch.
| I Organo Mayor C–c4 |                       |        |
| 1.                  | Flautado Mayor        | 16′    |
| 2.                  | Violón                | 16′    |
| 3.                  | Flautado              | 8′     |
| 4.                  | Viola                 | 8′     |
| 5.                  | Flauta armónica       | 8′     |
| 6.                  | Violón                | 8′     |
| 7.                  | Octava                | 4′     |
| 8.                  | Flauta                | 4′     |
| 9.                  | Docena                | 2 ⁄3′  |
| 10.                 | Quincena              | 2′     |
| 11.                 | Lleno V               | 2′     |
| 12.                 | Cimbala IV            | 2⁄3′   |
| 13.                 | Sesquialtera Mayor II | 5 1⁄3′ |
| 14.                 | Corneta Clara V       | 8′     |
| 15.                 | Trompeta Imperial     | 16′    |
| 16.                 | Trompeta Real         | 8′     |
| 17.                 | Chirimia              | 4′     |

| II Organo de la Cadereta C–c4 |                |        |
| 18.                           | Flautado       | 8′     |
| 19.                           | Salicional     | 8′     |
| 20.                           | Unda maris     | 8′     |
| 21.                           | Violón         | 8′     |
| 22.                           | Octava         | 4′     |
| 23.                           | Tapadillo      | 4′     |
| 24.                           | Nasardo en 12a | 2 ⁄3′  |
| 25.                           | Quincena       | 2′     |
| 26.                           | Nasardo en 17a | 1 3⁄5′ |
| 27.                           | Nasardo en 19a | 1 ⁄3′  |
| 28.                           | Pifaro         | 1′     |
| 29.                           | Lleno V        | 1′     |
| 30.                           | Dulcaina       | 16′    |
| 31.                           | Trompeta       | 8′     |
| 32.                           | Clarinete      | 8′     |
| 33.                           | Clarin         | 4′     |
|                               | Tremolo        |        |

| III Organo de Eco C–c4 |                    |       |
| 34.                    | Bordon             | 16′   |
| 35.                    | Flautado de Madera | 8′    |
| 36.                    | Flauta travesera   | 8′    |
| 37.                    | Violoncelo         | 8′    |
| 38.                    | Voz Angélica       | 8′    |
| 39.                    | Violón             | 8′    |
| 40.                    | Viola              | 4′    |
| 41.                    | Flauta octaviante  | 4′    |
| 42.                    | Octavin armónico   | 2′    |
| 43.                    | Mixtura III-V      | 2 ⁄3′ |
| 44.                    | Carillon II-III    | 2 ⁄3′ |
| 45.                    | Contrafagot        | 16′   |
| 46.                    | Trompeta armónica  | 8′    |
| 47.                    | Fagot y Oboe       | 8′    |
| 48.                    | Voz humana         | 8′    |
| 49.                    | Clarin armónico    | 4′    |
|                        | Tremolo            |       |

| IV Organo de la Batalla C–c4 |                         |       |
| 50.                          | Trompeta de Batalla (B) | 8′    |
| 51.                          | Trompeta de Batalla (D) | 8′    |
| 52.                          | Bajoncillo (B)          | 4′    |
| 53.                          | Clarín de Batalla (D)   | 8′    |
| 54.                          | Violeta (B)             | 4′    |
| 55.                          | Trompeta Magna (D)      | 16′   |
| 56.                          | Corneta de Eco V (D)    | 2 ⁄3′ |
| 57.                          | Pajarillos              | 2′    |

| IV Organo Recitativo C–c4 |              |    |
| 58.                       | Principal    | 8′ |
| 59.                       | Flauta doble | 8′ |
| 60.                       | Viola mayor  | 8′ |
| 61.                       | Trompa       | 8′ |

| Pedal C–g1 |                |         |
| 62.        | Contras        | 32′     |
| 63.        | Flautado       | 16′     |
| 64.        | Subbajo        | 16′     |
| 65.        | Quinta Mayor   | 10 2⁄3′ |
| 66.        | Bajo           | 8′      |
| 67.        | Violoncelo     | 8′      |
| 68.        | Violón         | 8′      |
| 69.        | Tercia Mayor   | 6 2⁄5′  |
| 70.        | Octava         | 4′      |
| 71.        | Contrabombarda | 32′     |
| 72.        | Bombarda       | 16′     |
| 73.        | Bajon          | 16′     |
| 74.        | Trompeta       | 8′      |
| 75.        | Clarin         | 4′      |

- Koppeln
  - Normalkoppeln: II/I, III/I, III/II, IV/I, I/P, II/P, III/P, IV/P
  - Suboktavkoppeln: III/I, III/III
  - Superoktavkoppeln: III/I, III/III, III/P